# Lijst van rijksmonumenten in Horst
De plaats Horst telt 12 inschrijvingen in het rijksmonumentenregister. Hieronder een overzicht.
| Object | Oorspronkelijke functie?  | Bouwjaar            | Architect    | Locatie             | Coördinaten?                 | Nr.?   | Afbeelding        |
| --- | ------------------------- | ------------------- | ------------ | ------------------- | ---------------------------- | ------ | ----------------- |
| Kapelletje in 5/8 grondvorm | Kapel                     |                     |              | St. Annaweg 30      | 51° 26' 33" NB, 6° 3' 24" OL | 22643  | Meer afbeeldingen |
| Hof "De Risselt" | Boerderij                 | 17e of 18e eeuw     |              | Gastendonkstraat 36 | 51° 27' 36" NB, 6° 3' 21" OL | 22644  | Meer afbeeldingen |
| Kapelletje in 5/8 grondslag met houten madonnabeeldje | Kapel                     |                     |              | Gastendonkstraat 38 | 51° 27' 37" NB, 6° 3' 24" OL | 22645  | Meer afbeeldingen |
| Boerderij met gepleisterd woongedeelte dat samen met de stal een doorlopend dak heeft, aan de voorzijde afgewolfd, aan de achterzijde afgesloten door een puntgevel | Boerderij                 | midden 19e eeuw     |              | Gortmolenweg 19     | 51° 28' 14" NB, 6° 2' 13" OL | 22646  | Meer afbeeldingen |
| Bakstenen voormalige tiendschuur | Boerderij                 | 1744 (ankerjaartal) |              | Kasteellaan 1       | 51° 27' 59" NB, 6° 3' 28" OL | 22647  | Upload foto       |
| Station Horst-Sevenum | Transport                 | 1867                |              | Stationsstraat 151  | 51° 25' 37" NB, 6° 2' 29" OL | 22649  | Meer afbeeldingen |
| Kasteel van Horst | Kasteel, buitenplaats     | 16e eeuw            |              | Kasteellaan bij 1   | 51° 27' 59" NB, 6° 3' 28" OL | 22650  | Meer afbeeldingen |
| Sigarenfabriek | Industrie                 | 1928                |              | Americaanseweg 8    | 51° 27' 5" NB, 6° 2' 55" OL  | 523261 | Meer afbeeldingen |
| St. Jozefkapel | Kapel                     | 1901                |              | Herstraat 25b       | 51° 27' 3" NB, 6° 3' 3" OL   | 523262 | Meer afbeeldingen |
| Het Groene Woud | Horeca                    | 1859                |              | Jacob Merlostraat 6 | 51° 27' 18" NB, 6° 3' 5" OL  | 523263 | Meer afbeeldingen |
| Villa Anna | Woonhuis                  | 1913                | Henri Seelen | Gasthuisstraat 14   | 51° 27' 2" NB, 6° 3' 15" OL  | 523264 | Meer afbeeldingen |
| Voormalig Raadhuis | Bestuursgebouw en onderdl | 1890                | Jan Jorna    | Steenstraat 2       | 51° 27' 10" NB, 6° 3' 12" OL | 523265 | Meer afbeeldingen |